# Metropolia greco-ortodossa di Detroit

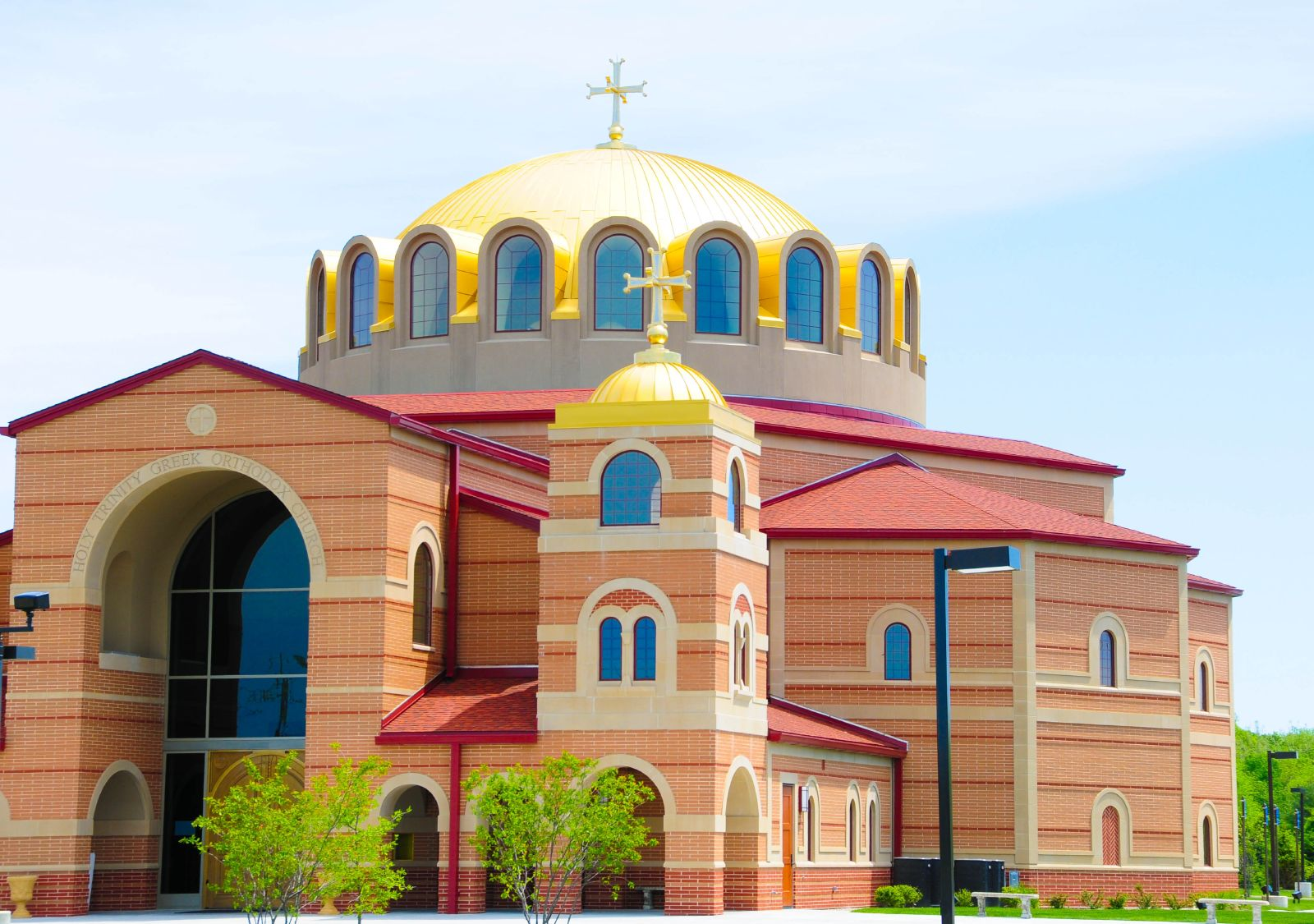
L'ex cattedrale della Santissima Trinità di Carmel in Indiana.

La metropolia greco-ortodossa di Detroit (lingua inglese:Greek Orthodox Metropolis of Detroit; lingua greca: Ἱερὰ Μητρόπολις Ντιτρόιτ) è una circoscrizione ecclesiastica dell'arcidiocesi greco-ortodossa d'America sotto la guida spirituale e la giurisdizione del patriarcato ecumenico di Costantinopoli.
Dal 1999 è metropolita di Detroit Nicholas Pissaris.

## Territorio
La metropolia comprende 7 Stati federati degli Stati Uniti d'America: Michigan, Arkansas, Kentucky e, in parte, Ohio, Indiana, Tennessee e l'Upstate New York.
Sede della metropolia è la città di Detroit, dove si trova la cattedrale dell'Annunciazione.
L'eparchia comprende 50 parrocchie e una missione.

## Storia
Nel 1968 fu istituito il distretto arcidiocesano di Detroit (Archdiocesan district), dell'arcidiocesi greco-ortodossa d'America, retta da un vescovo titolare alle dipendenze dell'arcivescovo di New York.
Il 15 marzo 1979, per decisione del Santo Sinodo del patriarcato di Costantinopoli, l'Arcidiocesi greco-ortodossa d'America fu riorganizzata e i distretti arcidiocesani divennero diocesi canoniche. Così il distretto di Detroit divenne un'eparchia, che il 20 dicembre 2002 fu elevata al rango di metropolia.

## Cronotassi[1]
- Timothy Negrepontis † (15 marzo 1979 - 1º agosto 1995 dimesso)
- Nicholas Pissaris, dal 3 aprile 1999